# Cratere Polina
Polina  è un cratere sulla superficie di Venere.